# Павлов, Михаил Александрович
Михаи́л Алекса́ндрович Па́влов (1863—1958) — русский и советский металлург. Академик Академии наук СССР. Герой Социалистического Труда. Лауреат двух Сталинских премий первой степени.

## Биография
Родился 9 (21 января) 1863 года в местечке Божий Промысел (ныне в черте города Ленкорань).
Окончил Петербургский горный институт (1885), затем работал инженером на металлургических заводах Вятского горного округа.
В первые годы инженерной деятельности осуществил реконструкцию доменных и пудлинговых печей Климковского и ряда других заводов. В 1894 году опубликовал в «Горном журнале» научный труд «Исследование плавильного процесса доменных печей» — первое в России теоретическое исследование теплового баланса доменных печей, работающих на древесном угле. Во время работы на Сулинском заводе (1896—1900) освоил и усовершенствовал доменную плавку на антраците.
Педагогическую деятельность начал в 1900 году в Екатеринославском высшем горном училище. В 1904—1941 годах — профессор ЛПИ имени М. И. Калинина. Одновременно в 1921-1930 годах — профессор МГА, в 1930—1941 — МИС имени И. В. Сталина. Активно сотрудничал в научных журналах. Бессменный редактор «Журнала Русского металлургического общества» с момента его основания в 1910 году.
В годы Советской власти принимал активное участие в проектировании крупнейших металлургических заводов, доменных печей и сталеплавильных агрегатов. Большое внимание уделял расширению железорудных и топливных ресурсов металлургического производства, возглавлял экспериментальные работы по использованию торфа для доменной плавки, освоению выплавки чугуна из уральских титаномагнетитов и природно-легированных руд Халиловского района, руководил работами по агломерации и обогащению бедных железных руд, осуществил первые плавки на офлюсованном агломерате. Сделал крупный вклад в области экспериментальных исследований по внедрению кислородного дутья в металлургию.
Член-корреспондент (1927), академик Академии наук СССР (1932).
Умер 10 января 1958 года. Похоронен в Москве на Введенском кладбище (5 уч.).

### Семья
- сын — Павлов, Игорь Михайлович.
- дочь — Нина Михайловна Павлова (1897—1973) — доктор биологических наук и детская писательница.

## Память
- В 1963 году в честь Павлова была выпущена почтовая марка СССР. Интересно, что на миниатюре М. А. Павлов изображён с двумя медалями Героя Социалистического Труда, хотя он удостоен этого звания один раз.

## Галерея

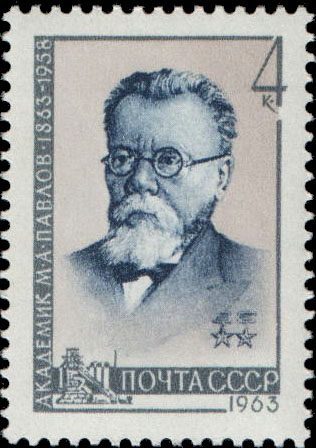
М. А. Павлов на марке СССР, 1963 год
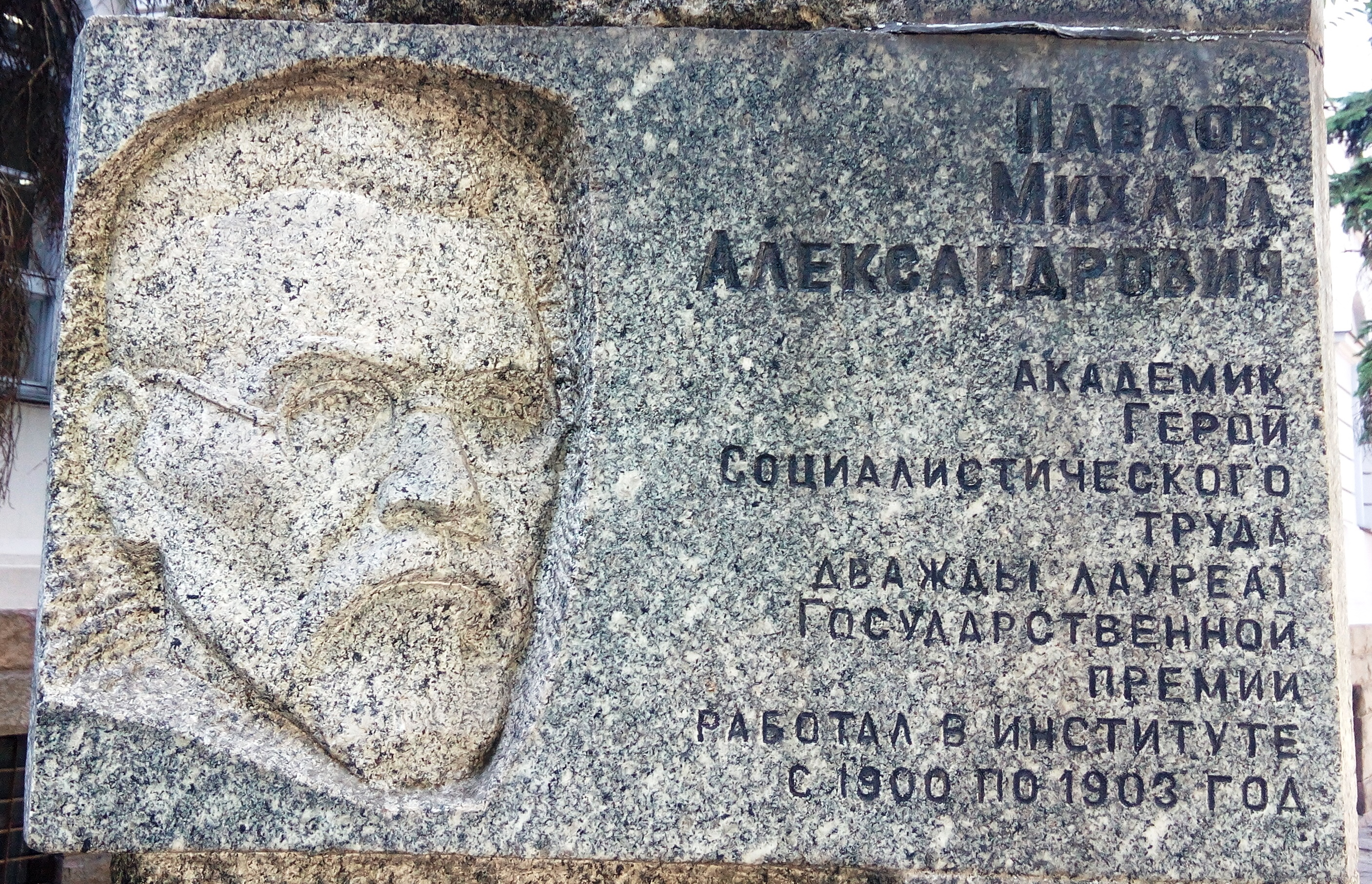
Барельеф Павлову М. А. перед центральным корпусом НТУ "Днепровская политехника"
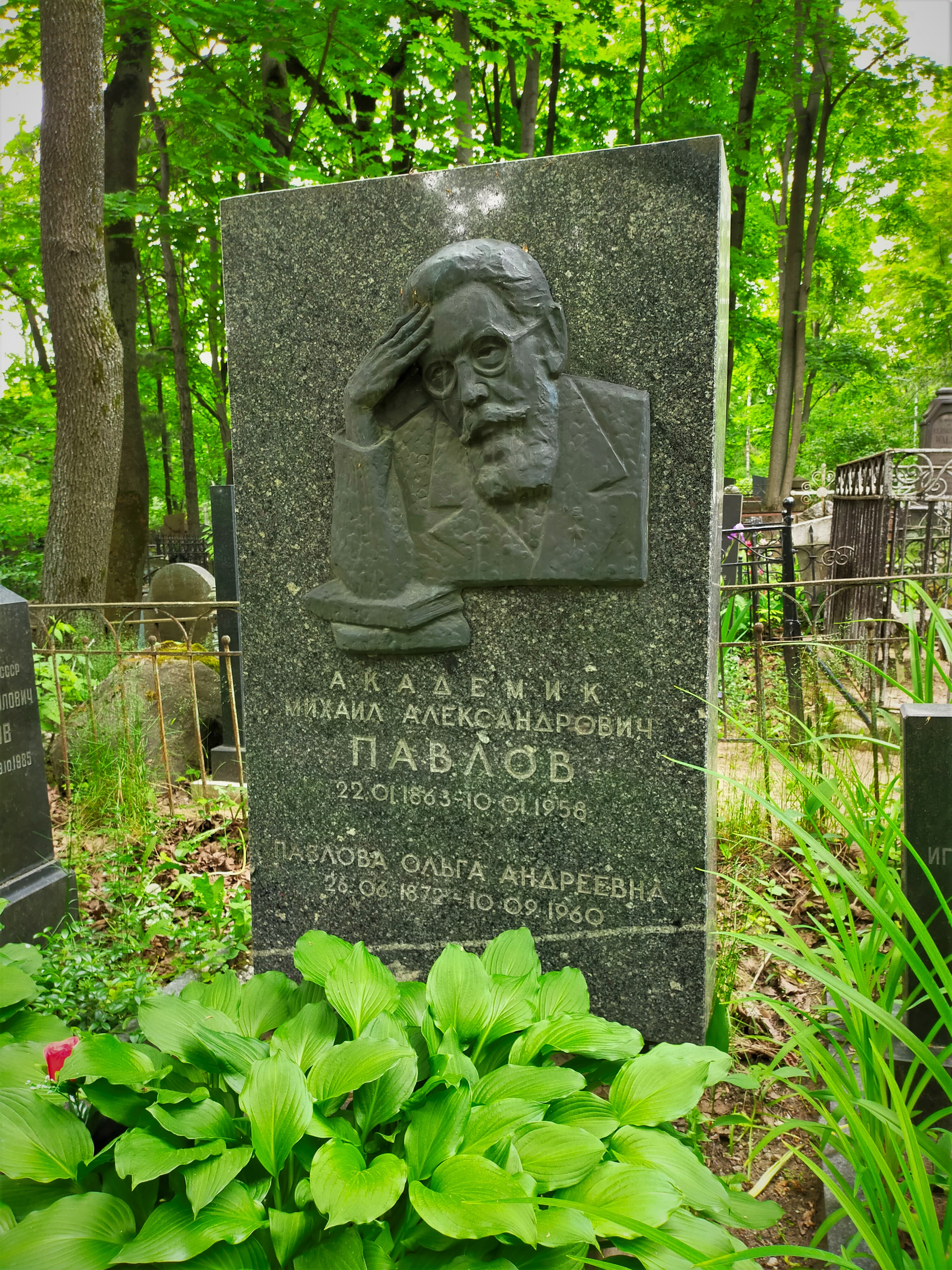
Могила М. А. Павлова на Введенском кладбище

## Награды и премии
- Герой Социалистического Труда (10 июня 1945) — за выдающиеся заслуги в развитии металлургии, разработку теории доменного процесса и за многолетнюю плодотворную деятельность по подготовке советских доменщиков[источник не указан 681 день]
- Сталинская премия I степени (22 марта 1943) — за широко известные научные работы в области металлургии чугуна[источник не указан 681 день]
- Сталинская премия I степени (1947) — за научный труд «Металлургия чугуна», том II (1945) и том III (1947)
- пять орденов Ленина[1]:

1. 21 января 1943 — за выдающиеся заслуги в области чёрной металлургии и воспитания кадров советских металлургов, в связи с 80-летием со дня рождения[2]
2. 23 февраля 1944
3. 10 июня 1945 — за выдающиеся заслуги в развитии металлургии, разработку теории доменного процесса и за многолетнюю плодотворную деятельность по подготовке советских доменщиков
4. 24 февраля 1953 — за выдающиеся заслуги в области науки, в связи с 90-летием со дня рождения

- орден Трудового Красного Знамени (29 марта 1938) — за выдающиеся научные заслуги в деле развития советской металлургии[3]
- медали

## Публикации
В дореволюционные годы Павлов создал капитальные научные труды, в том числе:
- Атлас чертежей по доменному производству (1902)
- Определение размеров доменных печей (1910)
- Тепловые балансы металлургических процессов (1911)
- Расчёт доменных шихт (1914).

Автор ряда учебников и книг по металлургии, в том числе:
- Фундаментальный курс «Металлургия чугуна». ч. 1, 3 изд., — М., 1948; ч. 2, 6 изд., — М., 1949; ч. 3, 2 изд., — М., 1951.
- Расчёт доменных шихт, 6-е изд. — М., 1951.

Мемуары:
- Воспоминания металлурга. — Москва: Металлургиздат, 1943. — 1 т.; Ч. 1 и 2. — 2-е изд., доп. — Москва: Металлургиздат, 1945. — 292 с.